# Jeanette Nilsen
Jeanette Nilsen (ur. 27 czerwca 1972 w Skienu), była norweska piłkarka ręczna, wielokrotna reprezentantka kraju, bramkarka.
Mistrzyni Świata 1999 oraz wicemistrzyni Świata 1997. Nilsen zdobyła również wraz z reprezentacją złoty medal mistrzostw Europy 1998, a także srebrny w 1996 r. Na Igrzyskach Olimpijskich 2000 w Sydney Norweżki zajęły 3. miejsce, zdobywając brązowy medal.